# Suphisellus majusculus
Suphisellus majusculus är en skalbaggsart som först beskrevs av Sharp 1882.  Suphisellus majusculus ingår i släktet Suphisellus och familjen grävdykare. Inga underarter finns listade i Catalogue of Life.